# أورستياذا
أورستياذا : (باليونانية: Ορεστιάδα)، (بالإنجليزية:Orestiada)، مدينة يونانية تقع في أقصى شمال شرق البلاد ضمن مقاطعة إفروس، التابعة لمنطقة مقدونيا الشرقية وتراقيا الإدارية.

## الموقع والسكان
تعتبر أورستياذا أقصى مدينة يونانية من جهة الشمال والشمال الشرقي. تقع ضمن السهل الذي يشكله نهر إفروس هذا النهر الذي يشكل الحد الطبيعي بين اليونان وَتركيا. ترتفع المدينة عن مستوى سطح البحر بمقدار 35 م.
تبعد أورستياذا مسافة 2 كم عن نهر إفروس (وبالتالي عن الحدود التركية)، ومسافة 23 كم عن مدينة إدرنه، ومسافة 110 كم عن أليكساندروبولي عاصمة مقاطعة إفروس.
يبلغ عدد السكان حوالي 22 ألف نسمة وبالتالي تكون ثاني أكبر مدينة في مقاطعة إفروس بعد ألكساندروبولي.

## التسمية والتاريخ
يعود اسم المدينة إلى أورستيس (Orestes) ابن أغاممنون وَكليتمنسترا والتي يعتقد أنه أوجد المستوطنة التي دعيت لاحقاً باسمه، ولكن أورستيس القديمة تقع الآن ضمن الأراضي الـتركية على الجانب الآخر من الحدود.
أما أورستياذا فهي مدينة حديثة يعود بناءها لعام 1923 فقط عندما خطط لها المعماري اليوناني سبيروس داسيوس (Spyros Dasios) على شكل مدينة حديثة ذات شوارع واسعة ومتعامدة. وقد ضمت منذ إنشائها لاجئي آسيا الصغرى اليونانيين، والذين قدموا إثر سياسة تبادل السكان التي اتبعت بعد معاهدة لوزان التي أنهت الحرب بين اليونان وتركيا.
ازدهرت المدينة سريعاً وأصبحت مركزاً زراعياً وتجاري لمنطقة تعتبر الأخصب في اليونان.

## متفرقات
- يعتمد اقتصاد المدينة على الزراعة والتصنيع الزراعي إذ أنها تقع ضمن منطقة زراعية عالية الإنتاج وخاصة زراعة الشوندر السكري، البطاطا، التبغ والمنتجات الحيوانية.
- توجد في المدينة العديد من أقسام جامعة ديموكريطوس-تراقيا والتي يقع مركزها في كوموتيني.
- أهم نادي كرة قدم في المدينة هو أورستيس أورستياذا.